# 越吻越傷心
越吻越傷心，吳國敬作曲的歌曲，有粵、國語兩版，前者在1998年推出，由蘇永康演唱、林夕填詞、吳國敬、孫偉明編曲，收錄於專輯《不想獨自快樂》；1998年時名為《我為你傷心》。

## 概要
吳國敬表示，作曲時是想寫一首跟粵曲、南音混搭的流行歌，起初歌曲並非為蘇永康而作，但李蕙敏、梅艷芳、何超儀、陳奕迅、許志安和鄭秀文等人先後拒絕演唱，最後才落在蘇永康手上。
歌曲推出後，一度成為四大流行榜的榜首，更獲得該年度香港樂壇頒獎禮多個獎項。1998年，卡拉OK公司加州紅以40萬港元購入歌曲的獨家試唱權，《香港01》形容為卡啦OK行業的轉捩點。

## 評論
詞評人朱耀偉認為，此曲雖屬於「大路情歌」，林夕還是能寫出細膩的情感變化。

## 獎項
1999年：
- 1998年度叱咤樂壇流行榜頒獎典禮 - 叱咤樂壇至尊歌曲大獎、叱咤樂壇我最喜愛的歌曲大獎
- 第二十一屆十大中文金曲頒獎禮 - 十大中文金曲獎、最佳中文流行歌曲獎（吳國敬）、全球華人至尊金曲[8]
- 1998年度十大勁歌金曲頒獎禮 - 十大勁歌金曲獎、最佳歌曲監製獎（黃尚偉）[9]
- 1998年度CASH最廣泛演出金帆獎（電台及電視台粵語流行歌曲） [10]